# Бошенятов, Владимир Григорьевич
Владимир Григорьевич Бошенятов (1885—1919) — русский  подполковник Генерального штаба. Герой Первой мировой войны, участник Гражданской войны в России.

## Биография
В 1904 году  вступил в службу. В 1906 году после окончания Николаевского инженерного училища  произведён в подпоручики и выпущен в  18-й саперный батальон и переведён в Свеаборгскую крепостную минную роту. В 1908 году произведён  в поручики , в 1912 году в штабс-капитаны, обер-офицер 22-го сапёрного батальона. 
В 1914 году окончил Николаевскую военную академию по II разряду. С 1914 года участник Первой мировой войны. С 1915 года причислен к Генеральному штабу оставаясь в составе 22-го сапёрного батальона. С 1916 года капитан Генерального штаба — старший адъютант штаба 6-го армейского корпуса, помощник старшего адъютанта, с 1917 года подполковник — старший адъютант Отдела генерал-квартирмейстера штаба 7-й армии.

Высочайшим приказом от 21 ноября 1915 года  за храбрость был награждён Георгиевским оружием: 
За то, что в бою 18 мая 1915 года восстановил связь между 3-й Финляндской стрелковой дивизии и штабом 18-го армейского корпуса, под сильным огнём противника. Тогда же, по собственной инициативе, с двумя ротами 11-го Финляндского стрелкового полка занял под сильным огнём противника железнодорожный мост через р. Стрий, чем обеспечил правый фланг 3-й Финляндской стрелковой дивизии
После Октябрьской революции служил в Армии УНР, с 1918 года в армии Украинской державы — помощник начальника мобилизационного отдела Главного управления Генерального штаба. С 1919 года участник Белого движения в составе ВСЮР. 

## Награды
- Орден Святой Анны 3-й степени с мечами и бантом (Мечи — ВП 25.11.1915)
- Орден Святого Станислава 2-й степени с мечами  (Мечи — ВП 20.10.1916)
- Орден Святого Владимира 4-й степени с мечами и бантом (Мечи — ВП 04.03.1915)
- Георгиевское оружие (ВП 21.11.1915)